# Liang Qiuxia
Liang Qiuxia (chinesisch 梁秋霞, W.-G. Liang Chiu Hsia, * 9. September 1950 in Cirebon) ist eine ehemalige chinesische Badmintonspielerin indonesischer Herkunft. Tjun Tjun (Liang Chunsheng) ist ihr Bruder.

## Karriere
Liang Qiuxia war eine der bedeutendsten chinesischen Badmintonspielerinnen der 1970er Jahre. In dieser Zeit gab es noch eine strikte Trennung zwischen dem China-nahen Weltverband WBF und dem weitaus größeren Verband IBF, so dass sich Liang Qiuxia nur selten mit den Größen des anderen Verbandes messen konnte.  1974 gewann sie Silber bei den Asienspielen im Dameneinzel und Gold im Doppel mit Zheng Huiming. 1976 wurde sie Asienmeisterin, und 1978 siegte sie noch einmal bei den Asienspielen im Dameneinzel.
Nach ihrer aktiven Laufbahn wurde sie Trainerin und betreute im indonesischen Nationalteam unter anderem  Susi Susanti.

## Erfolge
| Saison | Veranstaltung              | Disziplin   | Platz | Name                         |
| ------ | -------------------------- | ----------- | ----- | ---------------------------- |
| 1974   | Asienspiele                | Damendoppel | 1     | Liang Qiuxia / Cheng Huiming |
| 1974   | Asienspiele                | Dameneinzel | 2     | Liang Qiuxia                 |
| 1975   | Chinesische Nationalspiele | Damendoppel | 1     | Liang Qiuxia / Li Fang       |
| 1976   | Asienmeisterschaft         | Dameneinzel | 1     | Liang Qiuxia                 |
| 1978   | Asienspiele                | Dameneinzel | 1     | Liang Qiuxia                 |